# Oliver William Hargreaves Leese
Sir Oliver William Hargreaves baronet Leese, britanski general, * 27. oktober 1894, † 22. januar 1978.